# Nord-Ouest de l'Ohio

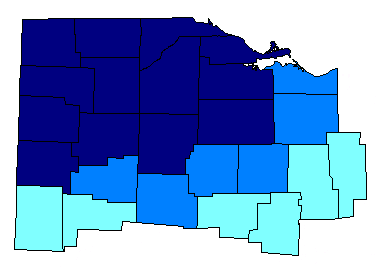
Ce qui est considéré comme partie intégrante du Nord-Est Ohio est marqué en bleu foncé, les contés plus clairs sont jugés plus débatables dans la prise en compte de cette géographie.

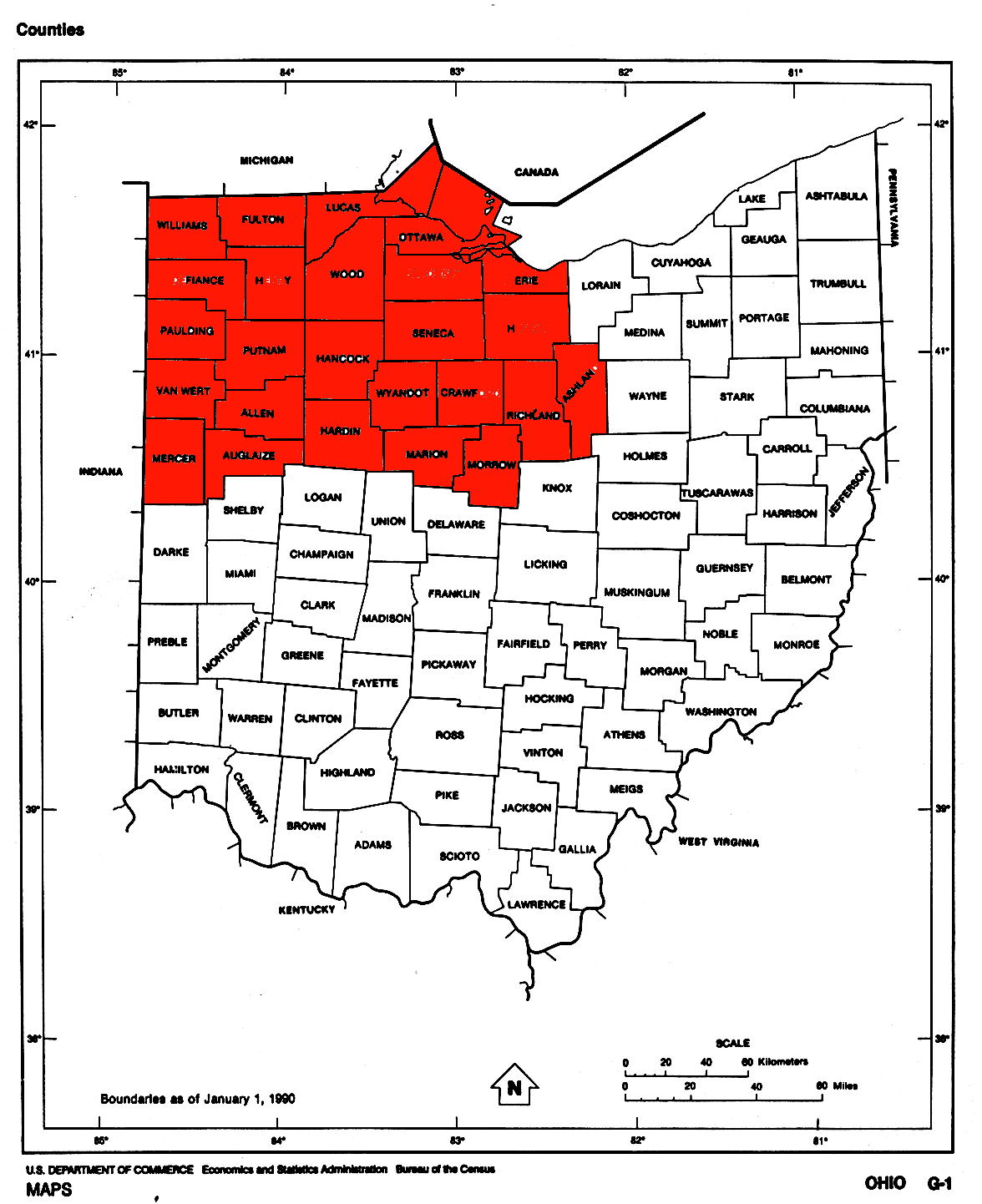
Le Nord-Est de l'Ohio en Ohio

Le Nord-Ouest de l'Ohio, en anglais américain northwestern Ohio, consiste en un groupement de comtés de l'Ohio, aux États-Unis d'Amérique.
Cette région de l'Ohio est bordée au Nord-Est par le lac Erié, le Michigan au Nord et l'Indiana à l'Ouest.
Comme la plupart des régions définies culturellement, il n'existe pas de définition universelle des limites du Nord-Ouest de l'Ohio car les populations locales décrivent leur appartenance différemment les unes des autres selon leurs coutumes et leur héritage culturel.
La population de cette région en 2000 était de 1 639 144. Selon les statistiques et les comtés pris en compte, ce chiffre varie et pourrait être plus proche de 880 000 à l'heure actuelle. Ce chiffre a tendance à décliner dans les secteurs nord. A contrario, les comtés du sud comme Marion et Morrow ainsi que la ville de Findlay gagnent régulièrement en population.